# Secrets of the Furious Five
Secrets of the Furious Five é um curta de 2008 baseado no filme Kung Fu Panda e produzido pela Dreamworks  Animation. O curta está disponível na edição especial do DVD de Kung Fu Panda e em DVD solo. O curta recebeu 8 indicações ao Annie Awards a prêmios (na categoria de curta animado) e ganhou 4 (animação de personagem, design de personagem, musica e design de produção). No curta, Po conta as histórias dos cinco furiosos que são ilustradas em animações 2-D.
O filme recebeu oito nomeações na categoria "Animated Television Production or Short Form" na 36ª edição dos Annie Awards, das quais venceu quatro: ("Character Animation", "Character Design", "Music" e "Production Design").

## Sinopse
Mestre Shifu pede a Po que ensine a introdução do Kung Fu para uma classe de coelhos indisciplinados. Felizmente, Po consegue controlar os coelhos. Para mostrar seu ponto de vista do Kung Fu ele conta a história dos cinco furiosos.